# Rychtal
Rychtal (deutsch: Reichthal, bis 1920 und von 1939 bis 1945 Reichtal) ist eine Stadt und Sitz der gleichnamigen Stadt-und-Land-Gemeinde im Powiat Kępiński, Polen. Der Ort hat rund 1300 Einwohner. Die umgebende Landschaft wird als Reichthaler Ländchen bezeichnet und gehörte bis 1920 zur Provinz Schlesien.

## Geografie
Rychtal befindet sich in der Woiwodschaft Großpolen, unmittelbar an der Grenze zur Woiwodschaft Opole. Der Ort liegt an der Straße von Namysłów nach Kępno, etwa 26 Kilometer nordöstlich von Namysłów, und wird von dem Fluss Studnice durchzogen. Nördlich befindet sich das Waldschutzgebiet Lasy Rychtalskie. Dieses etwa 470 Quadratkilometer große Gebiet in Form eines Dreiecks, wird durch die Eckpunkte Ostrów Wielkopolski, Oleśnica und Kluczbork begrenzt.

## Geschichte
Die Vorgängersiedlung von Reichthal war ein Ort namens Będłowice / Bandlovici. Das Gebiet befand sich 1222 im Besitz des Deutschen Ordens. Heinrich I., Herzog von Breslau, öffnete das Gebiet in einem Vertrag vom 19. Juni 1233 für die Deutsche Ostsiedlung, und damit auch für Menschen aus der Wallonischen Region und Frankreich. Diese kolonisierten die Vielzahl der Dörfer und gründeten Städte. Allmählich gingen sie in der slawischen Bevölkerung auf. Obwohl auch immer wieder Deutsche zuzogen, konnten die slawischen Ursprünge jedoch erhalten bleiben.
1271 brannte Bandlovici nieder. Die Brandstelle wurde später Zgorzelec (Sgorsellitz) benannt (gorzeć – altpolnisch für brennen), Die erste Stadtgründung erfolgte 1294. Diese war wenig erfolgreich. 1386 erfolgte eine erneute Gründung. Im Mittelalter nahm die Bevölkerung die polnische Sprache an. Bis 1810 befand sich die Stadt im Besitz der Bischöfe von Breslau. Es gab hier eine Dorfkirche, mehrere Kapellen, eine katholische Schule und eine Brauerei.
1885 zählte die Stadt 1317 Einwohner, die meist katholisch waren, aber es wohnten auch über 200 Protestanten in Reichthal. Die Schuhmacherei wurde als wichtigster Erwerbszweig genannt, daneben ging man der Landwirtschaft nach. Die meisten Bewohner hatten polnische Familiennamen, man sprach Deutsch und Polnisch. Im 19. Jahrhundert zog es auch immer mehr Menschen von Reichthal ins damalige Ausland, manche ins Königreich Sachsen, andere ins Ruhrgebiet.
Paul Nieborowski, der Pfarrer von Reichthal, war vor dem Ersten Weltkrieg einer der bekanntesten Vertreter des Integralismus in der Zentrumspartei. Er gab die Zeitschrift  Das Katholische Deutschland heraus.
Bis 1920 gehörte Reichthal zum Landkreis Namslau. Mit der Wiedergründung des polnischen Staates nach dem Ersten Weltkrieg wurde das Reichthaler Ländchen Polen zugeordnet. Seitdem gehört die Gemeinde zum Powiat Kępiński.

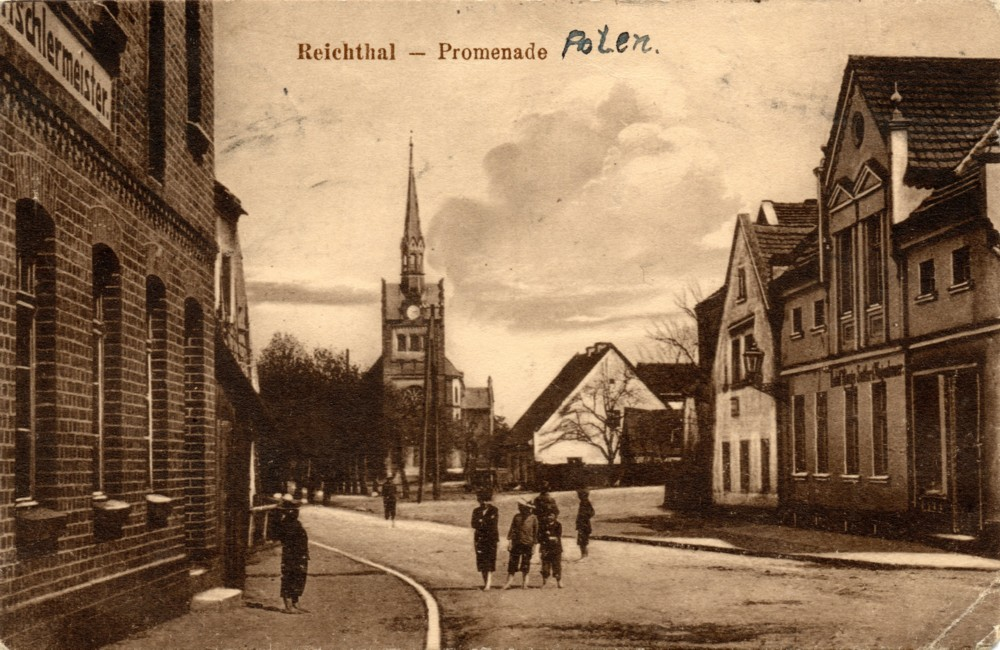
Reichthal um 1920

Die Stadt Rychtal befand sich nun in einer Grenzlage. Die überörtlichen Funktionen verloren an Bedeutung. Die Bevölkerung schrumpfte auf unter 1.000. Das führte am 23. März 1934 zum Verlust des Stadtrechtes.
Die im Jahr 1892 aus Drożki ausgegliederte evangelische Pfarrgemeinde der Superintendentur Ostrzeszów der Unierten Evangelischen Kirche in Polen zählte im Jahr 1937 101 Mitglieder.
Die Rechtsform des Ortes blieb auch während der deutschen Besetzung von 1939 bis 1945 erhalten. Versuche, Reichthal wieder dem Landkreis Namslau anzugliedern, scheiterten. Viele Menschen wurden schikaniert, weil sie sich für den Erhalt der polnischen Sprache einsetzten. Sie mussten Vernehmungen durch die Gestapo über sich ergehen lassen. Am 19. Januar 1945 wurde Reichthal nach etwa eineinhalb Tagen Kampf um den Ort von der Ersten Ukrainischen Front erobert. Im Verlauf dieser Kämpfe starben 25 Zivilisten, aber auch deutsche und sowjetische Soldaten. Bahnhof, Schulgebäude und Privathäuser wurden schwer beschädigt.
Nach dem Zweiten Weltkrieg wurde der Ort Teil Polens. Zum 1. Januar 2024 wurde er wieder zur Stadt erhoben.

## Verkehr
Im Gemeindegebiet lagen die Halte Buczek und Rychtal an der Bahnstrecke Namysłów–Kępno.

## Kultur und Sehenswürdigkeiten
- Barockkirche von 1785
- Rathaus aus dem 19. Jahrhundert
- Bischöfliches Barockschloss von 1770 in Skoroszów
- Holzkirche von 1711 in Proszów
- Kirche von 1751 in Krzyżowniki mit gotischer Skulptur der Gottesmutter

## Gemeinde
Zur Stadt-und-Land-Gemeinde (gmina miejsko-wiejska) gehören zehn Dörfer mit Schulzenämtern.